# Diocèse de Rodez
Le diocèse de Rodez est un ancien diocèse de France transformé en 1790 pour devenir le diocèse de Rodez et Vabres. En 1317, le diocèse de Vabres est détaché du diocèse de Rodez.